# Maria Zankovetska
Maria Adassovska (nom complet en ucraïnès: Марія Костянтинівна Адасовська, transcrit: Maria Kostiantínivna Adassovska, després del matrimoni Хлистова, transcrit: Khlistova; poble de Zanki, ara comarca de Nijin, província de Txerníhiv, el 4 d'agost [C.J. 23 de juliol] de 1854, — Kíiv, 4 d'octubre de 1934), més coneguda com a Maria Zankovetska (Марія Заньковецька), fou una actriu, cantant i activista teatral, especialment coneguda com a estrella destacada del teatre ucraïnès de finals del segle XIX i principis del XX i renovadora de l'escena teatral.
Fou la primera persona a ser guardonada com a Artista del Poble de la RSS d'Ucraïna, el 12 de gener de 1923.
En la tradició ucraïnesa moderna, està inclosa a la llista de les dones més il·lustres d'Ucraïna de tots els temps.

## Biografia

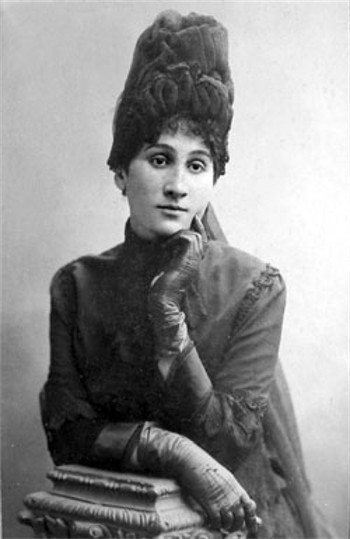
Maria Zankovetska (abans del 1917)

### Orígens, vida familiar, estudis, cant
Va néixer el 4 d'agost de 1854 al poble de Zanki, ara districte de Nijin, óblast de Txerníhiv, Ucraïna (aleshores comarca de Nijin, gubèrnia de Txerníhiv), el cinquè fill d'una família nombrosa formada per un noble empobrit i assessor de la cort, Kostiantín Kostiantínovitx Adassovskyi, i una ciutadana de Txerníhiv, Maria Vassílivna Nefedova. La família Adassovskyi tenia avantpassats cosacs, amb escut de Kortxak del segle XVII. El seu avi patern, en Kostiantín Hrihòrovitx Adassovskyi, va ser un heroi de la guerra contra la invasió de Napoleó I (també coneguda com a Guerra Patriòtica de 1812), tinent del Regiment d'Infanteria de Butirka, mentre que el seu besavi patern, al seu torn, també Kostiantín Kostiantínovitx Adassovskyi, fou jutge de professió.
La Zankovetska va començar els estudis a Nijin, però als deu anys, va començar a estudiar a l'internat privat d'Ossovska a la ciutat de Txerníhiv, una institució amb un nivell força seriós d'ensenyament d'una àmplia gamma de disciplines. Li feia gran plaer endinsar-se en el món del coneixement, però sobretot li agradava improvisar amb les seves amigues a les classes de ball i pantomima. Les noies posaven en escena petites obres de teatre i les representaven amb entusiasme.
A la casa familiar dels Adassovskyi a Zanki s'hi congriaven moltes persones, especialment joves. El pare i la Maria sovint feien concerts per als convidats, ja que ell tenia una veu barítona meravellosa, mentre que la Maria era una mezzosoprano forta. A les principals festes de l'església, el pare hi convidava estudiants de Nijin. Assajaven números de concert com a cor amb un enfocament cap a la música sacra. Es diu que la bellesa i l'harmonia de les veus, combinades amb la solemnitat de la litúrgia, provocaven llàgrimes d'admiració i reverència entre els vilatans.
Als 16 anys, la Maria ja volia entrar a un conservatori per estudiar cant professionalment, però els pares no ho van voler, tot i ser conscients de les grans habilitats de la seva filla. Va passar a ajudar la família en les tasques de gestió de la finca rural i les terres. Passava molt de temps també visitant les cases dels altres vilatans i impregnant-se de la riquesa de la cultura popular, escoltant cançons, contes, llegendes i creences.
Com a mezzosoprano, va participar en actuacions d'aficionats i concerts a les ciutats de Txerníhiv i Nijin, i després del seu matrimoni el 1875, a les ciutats de Bender i Sveaborg (Suomenlinna).
L'11 de maig de 1875, als 20 anys, es casà amb el capità de la 5a Brigada d'Artilleria de la 3a Bateria, Oleksíi Antònovitx Khlistov, i es traslladà a viure a Bessaràbia (actual Moldàvia), a la fortalesa de Bender. En aquella època va conèixer a l'actor, Mykola Tobilèvitx (de pseudònim, Mykola Sadovskyi), de la gran família d'actors i actrius teatrals, que l'ajudaria més tard, ja que la cridaria a participar en una companyia de teatre.
Després de Bender, la Zankovetska es va traslladar a Suomenlinna (en aquell moment Sveaborg) per la feina del seu marit, i ella va tenir l'oportunitat d'anar a la pròxima ciutat de Helsiki (en aquell moment Helsingfors) i cursar classes de cant a l'Escola de Cant i Òpera, conservatori filial dels coneguts germans txecs Hřímalý (vegeu Jan Hřímalý).
Amb la seva veu meravellosa —una soprano dramàtica— va interpretar cançons populars ucraïneses de manera incomparable. Tothom l'admirava, però abans que passés ni un any als escenaris, malauradament, va contrauré diftèria, i després de guarir-se, se li havia canviat el timbre de mezzosoprano, abans forta però ara més feble. Ja no va poder continuar com a cantant, però va bescanviar el cant pel teatre, que va ser la seva salvació. També va ser aquesta passió que, al cap d'un temps, la obligaria a trencar amb la família per dedicar-se plenament al teatre.

### Trajectòria com a actriu
El 1876, va actuar a l'escenari del Teatre de Nijin. Fins al final de la seva vida, mai no va trencar els llaços amb el cercle teatral de Nijin, on va viure ininterrompudament des del 1902 fins al 1924, i de manera intermitent, tornant-hi després de les gires, fins al 1932. La seva casa de Nijin ha sobreviscut fins avui dia (a 2025).

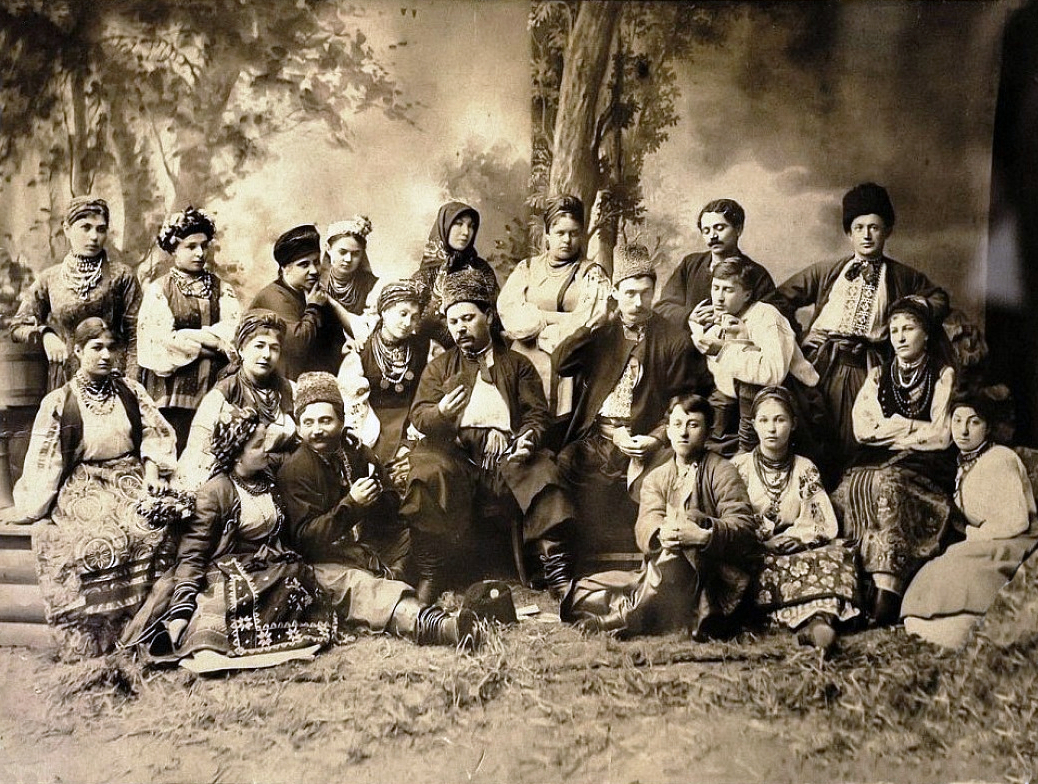
La Companyia de Kropivnitskyi (escena d'una partida de cartes), segona meitat de la dècada del 1880. A dalt, començant per l'esquerra: Netxai, Txernovska, Hanna Zatirkèvitx-Karpinska, Martinenko, Netxai, Pereverzeva, Hliebow, Ivan Zahorskyi. Fila del mig: Dolenko, Markova, Zankovetska, Markó Kropivnitskyi, Mikola Sadovsky, Petró Karpenko, Olena Ratmirova. Asseguts al terra: Khiltxenko (Tobilévitxeva), Panàs Saksahanskyi, Andríi Maksímovitx, Olha Polianska, Kossiura.

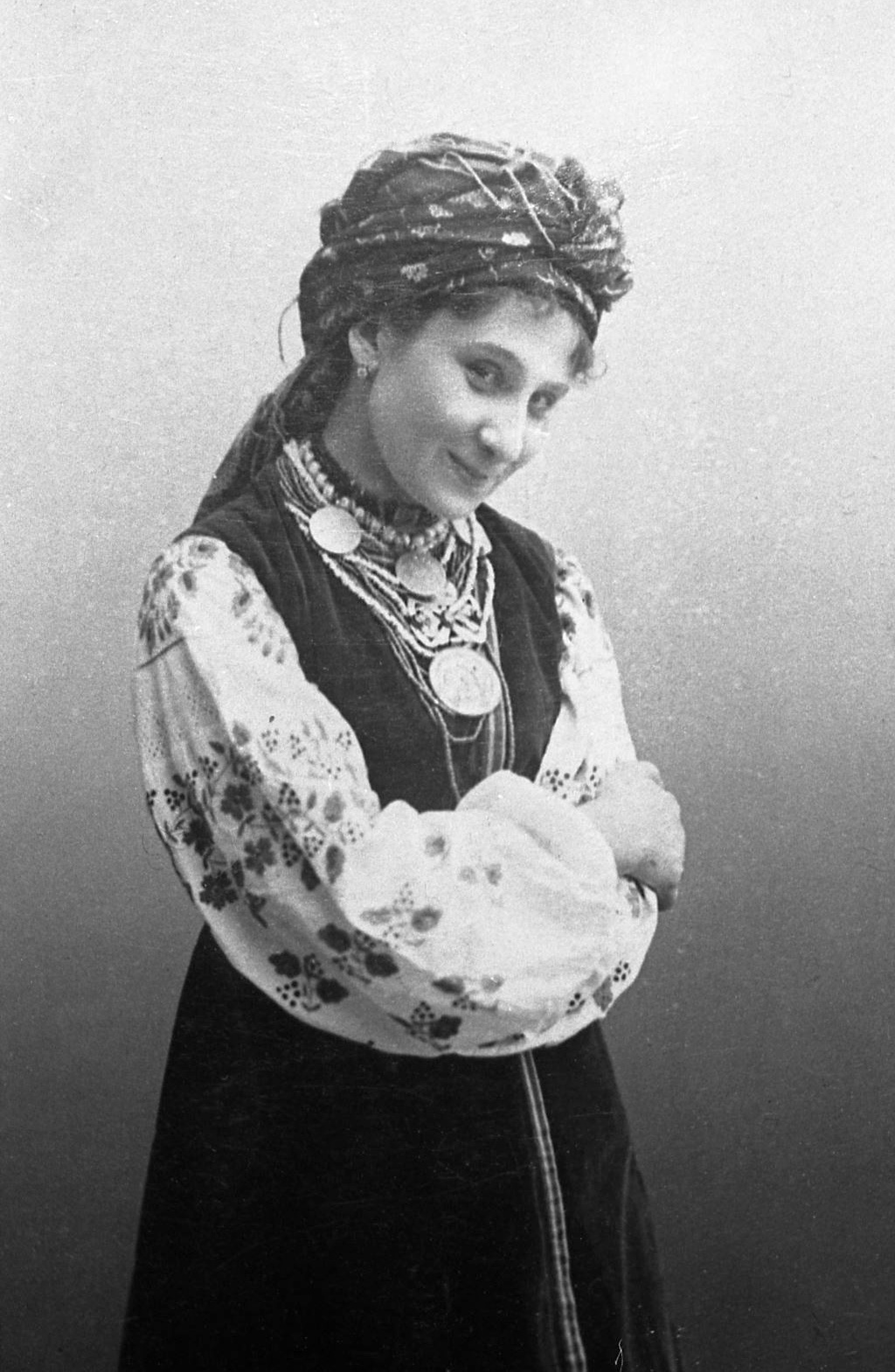
La Zankovetska en el paper d'Ivha Tsvirkunka a l'opereta de Mikhailo Staritskyi i Mikola Líssenko Els cosacs del Mar Negre (Чорноморці, Txornomortsi), el 1892.

El 1882, la Zankovestka va rebre una invitació a unir-se a una companyia de teatre ucraïnesa. El 27 d'octubre de 1882, al teatre de la ciutat de Kropivnitski (en aquell moment Ielisavetgrad), sota la direcció de Markó Kropivnitskyi, va començar la seva carrera com a actriu professional. Per primera vegada a l'escenari professional, va interpretar el paper de Natalka (la figura titular de l'obra Natalka Poltavka), del famós escriptor ucraïnès, Ivan Kotliarevskyi.
Més tard, la Maria Zankovetska (aquest pseudònim se'l va posar en record de la infància feliç que havia passat al seu poble natal de Zanki) va treballar en companyies ucraïneses pertanyents a la generació dels fundadors del Teatre de Corifeus de Kropivnitski: Markó Kropivnitskyi, Mikhailo Staritskyi, Mykola Sadovsky, Panàs Saksahanskyi, Ivan Karpenko-Kary.
L'actriu va crear imatges impregnades de drama real i comèdia apassionada. Va enaltir la gent corrent a les seves actuacions, revelant la naturalesa il·limitada de les seves ànimes.
Va ser una de les fundadores del Teatre Mykola Sadovsky de Poltava. Va intentar obrir un teatre estatal a Nijin. El 1918, va organitzar el teatre folklòric «Companyia Ucraïnesa sota la direcció de M. K. Zankovetska». El teatre va comptar amb en Borís Romanitski, en T. Sadovskyi, l'Andríi Ratmírov i en V. Sosnitski. Van representar les obres Natalka Poltavka, Hetman Doroixenko i La gitana Aza. Reconeixent els seus mèrits teatrals, el juny de 1918, el hetman Pavlò Skoropadski va aprovar la resolució adoptada pel Consell de Ministres de concedir-li una pensió estatal vitalícia.
El 1922, Ucraïna va celebrar solemnement el 40è aniversari de l'obra de la Zankovetska. El 12 de gener del 1923, el govern li va atorgar el títol d'Artista del Poble de la República, el primer a la Ucraïna soviètica. Una delegació de Nijin també es va presentar a Kíiv, formada per F. D. Protsenko, T. A. Ahre i dues noies del poble de Zanki. En veure els seus compatriotes, la Maria es va emocionar fins a les llàgrimes. La gent de Nijin li van obsequiar amb regals i un missatge de felicitació.

### Darrers anys i mort
En els darrers anys de vida, l'actriu va viure amb la família de la seva neboda, la Natàlia Oleksàndrivna Volik (Adassovska), a Kíiv, en una casa al carrer Velika Vassilkivska, 121. La Zankovetska considerava el marit de la Natàlia, el conegut filàntrop i empresari Fiódor Volik, com un amic. Ja el 1903, havia actuat a la companyia del Volik.
Va morir el 4 d'octubre de 1934, als 80 anys. Està enterrada a Kíiv, al cementiri de Baikove. Els diaris ucraïnesos del "món lliure" fora de l'URSS, en particular el Dilo de Lviv, van dedicar-li articles a la seva mort.

## Vida personal
Per poder continuar fent d'actriu, la seva passió, va haver de separar-se del marit, però per aconseguir-ho, havia de carregar amb la culpa d'adulteri. El 12 de març [C.J. 29 de febrer] de 1888, el seu matrimoni amb el tinent coronel jubilat Oleksíi Khlistov es va dissoldre, amb la Maria acusada d'adulteri. A ella, que era una persona de fe profunda, l'església li va imposar una penitència: la va prohibir tornar a casar-se de per vida.
Era amiga de la família Bohomòlets: Oleksandr Bohomòlets (1881-1946), president de l'Acadèmia de Ciències d'Ucraïna, els seus pares, així com la cosina de l'acadèmic, la Natàlia Bohomòlets-Lazurska (1880-1959), que era una altra icona del teatre ucraïnès i amb qui va compartir escenari.

## Papers teatrals escollits

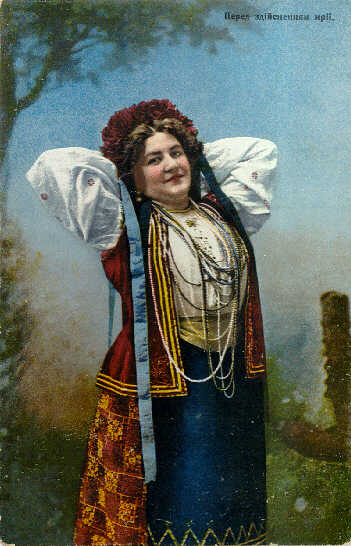
L'actriu Zankovetska a l'escenari teatral. Targeta postal del 1905.

El seu repertori incloïa més de 30 papers a l'escenari. Aquests eren majoritàriament personatges dramàtics i heroics. Va fer de Natalka (la figura titular de l'obra Natalka Poltavka), del famós escriptor ucraïnès, Ivan Kotliarevskyi. Va «patir totes les desgràcies» en el personatge de Kharitina (a La minyona d'Ivan Karpenko-Kary, 1887), va fer d'Olena (a L'àvar, o L'aranya de Markó Kropivnitskyi, 1883), Aza (a La gitana Aza, 1892, de Mikhailo Staritskyi), Kàtria i Tsvirkunka (a No estava predestinat, 1889, i Els cosacs del Mar Negre, respectivament, 1882, també de Mikhailo Staritskyi), Hàlia (a Nazar Stodòlia, 1882 de Taràs Xevtxenko), i Uliana Kvítxina (Esposalles a Hontxarivka, de Hrihorii Kvitka-Osnoviànenko). I també: Aksiuixka (a El bosc, 1891, d'Oleksandr Ostrovsky) i Io (a La mort de l'esperança, de Herman Heijermans).
Alguns dels seus papers destacats foren:

[Nota: les dates es refereixen a la primera vegada que l'actriu fa el paper en qüestió en una companyia professional]
- 1882 - Natalka, a Natalka Poltavka o Natalieta de Poltava (Наталка Полтавка), drama d'Ivan Kotliarevskyi
- 1882 - Hàlia, a Nazar Stodòlia (Назар Стодоля), drama de Taràs Xevtxenko en clau de romanticisme però amb característiques del realisme.
- 1882 - Ivha Tsvirkunka, a Els cosacs del Mar Negre (Чорноморці, Txornomortsi, 1872), opereta còmica de Mikhailo Staritskyi (basada en una obra de Iàkiv Kukharenko), amb música de Mikola Líssenko
- any? - Prònia, a Darrere de dues llebres (За двома зайцями), comèdia de Mikhailo Staritskyi
- any? - Iarina, a El captiu (Невольник, Nevòlnik), de Taràs Xevtxenko
- 1883 - Olena, a L'àvar, o L'aranya (Глитай, або ж павук), comèdia de Markó Kropivnitskyi
- any? - Oksana, a Abans que surti el sol, la rosada et cremarà els ulls (Доки сонце зійде, роса очі виїсть), drama de Markó Kropivnitskyi
- any? - Zinka, a Dues famílies (Дві сім’ї, Dvi simyí), drama de Markó Kropivnitskyi
- 1887 - Kharitina, La minyona (Наймичка, Nàimitxka), drama psicosocial d'Ivan Karpenko-Kary
- any? - Sofiia, a La desgraciada (Безталанна, Beztalanna), drama psicològic d'Ivan Karpenko-Kary
- 1889 - Kàtria a No estava predestinat (Не судилось, Ne sudilos), drama social de Mikhailo Staritskyi
- 1891 - Aksiuixka a El bosc (Ліс, Lis), d'Oleksandr Ostrovsky
- 1891? - Natàlia a Limèrivna (Лимерівна), drama de Panàs Mirnyi, escrit el 1883 especialment per a la Zankovetska, qui l'adaptà junt amb en Mikhailo Staritskyi.[17]
- 1892 - Aza a La gitana Aza (Циганка Аза), drama de Mikhailo Staritskyi
- any? - Uliana Kvítxina a Esposalles a Hontxarivka (Сватання на Гончарівці), comèdia social i domèstica de Hrihorii Kvitka-Osnoviànenko
- any? - Io (Joana) a La mort de l'esperança (Загибель “Надії”, títol original Op hoop van zegen, que va sortir publicat en català com a El Pesquer «Bonna Esperança»), drama social de Herman Heijermans.
- 1918? - Zinka a La flor boscana (Лісова квітка, Lissovà kvitka), de Liubov Ianovska.[2]

## Filmografia
- 1909 – Natalka, a Natalka Poltavka (Наталка Полтавка, basat en l'obra d'Ivan Kotliarevskyi), versió per a cinema de Danilo Sakhnenko (Данило Сахненко), sota la direcció de Mikola Sadovskyi.[16]
- 1923 – La mare de l'Ostap a Ostap Bandura (Остап Бандура), amb guió de l'escriptor ucraïnès Mikhailo Maiskyi (Михайло Майський) i direcció de Vladímir Gardin[16] (Blagonràvov) (de l'estudi Administració Fotocinematogràfica Panucraïnesa - VUFKU)[18]